# Zanurzenie testowe
Zanurzenie testowe – maksymalna głębokość zanurzenia okrętu podwodnego dopuszczalna podczas operacji jednostki w trakcie pokoju, określona przez biuro projektowe na etapie projektowania okrętu i zweryfikowana podczas przeprowadzanych po wybudowaniu okrętu testów stoczniowych w morzu. Wymagania w zakresie zanurzenia testowego nowego typu okrętu podwodnego ustalane są przez zamawiającą budowę okrętu flotę, stając się jednym z elementów, które projektanci nowej jednostki muszą wziąć pod uwagę w procesie opracowywania projektów, zwłaszcza w trakcie matematycznych obliczeń wytrzymałości kadłuba sztywnego okrętu i wszystkich innych elementów składowych jednostki narażonych na oddziaływanie ciśnienia hydrostatycznego otaczającej kadłub wody. Muszą więc wziąć pod uwagę nie tylko rodzaj materiału, z którego wykonany jest kadłub ciśnieniowy okrętu i jego ciągliwość, lecz także strukturę kadłuba oraz architekturę całego okrętu, a także konstrukcję i materiały, z których wykonane mają być wszystkie elementy mające bezpośredni kontakt z otaczającą kadłub wodą morską, jak pokrywy wyrzutni torpedowych, rurociągi wody słonej i zawory. Wytrzymałość rurociągów wody morskiej i zaworów musi co najmniej dorównywać wytrzymałości kadłuba sztywnego.

## Margines bezpieczeństwa
Zanurzenie testowe jest różne od bezwzględnej, maksymalnie dopuszczalnej konstrukcyjnie głębokości zanurzenia okrętu podwodnego, poniżej której występuje wysokie ryzyko zniszczenia okrętu przez otaczające go ciśnienie wody. Innymi słowy: poniżej maksymalnej konstrukcyjnie dopuszczalnej głębokości zanurzenia, występuje głębokość zgniecenia (ang.: crush depth, collapse depth), na której zmiażdżenie kadłuba musi być oczekiwane. Różnica między zanurzeniem testowym a zanurzeniem maksymalnym określana jest mianem marginesu bezpieczeństwa zanurzenia okrętu podwodnego, zaś stosunek wyrażanego w postaci ułamkowej zanurzenia testowego do zanurzenia maksymalnego, określa się mianem współczynnika marginesu bezpieczeństwa. W amerykańskiej marynarce wojennej, podczas drugiej wojny światowej, współczynnik marginesu bezpieczeństwa wynosił 1,5, co oznaczało, że zanurzenie testowe stanowi 2/3 zanurzenia maksymalnego. Współcześnie współczynnik marginesu bezpieczeństwa w US Navy wynosi 1,7. W niemieckiej marynarce wojennej głębokość zgniecenia obliczana ówcześnie dostępnymi metodami wynosiła 250 metrów, przy marginesie bezpieczeństwa 2,5, co oznaczało głębokość zanurzenia testowego wynoszącą 100 metrów, jednakże niejednokrotnie w trakcie tej wojny po nieprzyjacielskim ataku niemieckie U-Booty bezpiecznie wynurzały się z głębokości 150, a nawet 180 metrów. Przy wykorzystaniu współczesnych metod obliczeniowych, maksymalną głębokość zanurzenia niemieckich okrętów podwodnych tamtego czasu określono na 280 metrów.